# Рудолф фон Тифенбах
Рудолф фон Тифенбах/Тойфенбах (на немски: Rudolf von Tiefenbach/Teuffenbach; * 26 ноември 1582, Грац, Хабсбургска монархия; † 4 март 1653, Чехия) е благородник, фрайхер от род Тойфенбах в Щирия и императорски военачалник през Тридесетгодишната война.

## Живот
Той е син на генерал-лейтенант фрайхер Кристоф фон Тойфенбах (1545 – 1598) и съпругата му фрайин Мария фон Харах-Рорау (1551 – 1598), вдовица на Балтазар фон Прьозинг, дъщеря на фрайхер Леонхард IV фон Харах-Рорау (1514 – 1590) и Барбара фон Виндиш-Грец († 1580). Сестра му Барбара фон Тойфенбах-Майерхофен е омъжена за фрайхер Йохан Бернхард фон Фюнфкирхен (1560 – 1626).
Тойфенбахите са министериали на херцозите на Каринтия и Щирия. Резиденцията на фамилията от 12 век до средата на 17 век е замък Тойфенбах, който след това (1652) е разделен на „Стар- и Нов-Тойфенбах“.
Рудолф е протестант, но влиза във войската на Хабсбургите и през 1613 г. става дворцов военен съветник. През 1619 г. е повишен на генерал-вахтмайстер. През 1620 г. той участва в Битката при Бялата планина и през юли 1621 г. поема главното командване на императорската войска в Унгария. През 1623 г. става католик и при Валенщайн до 1631 г. е фелдмаршал.
През 1631 г. Рудолф прекратява военната си служба, заради няколкото загуби на Хабсбургите, но след убийството на Валенщайн през февруари 1634 г. получава неговото господство в Гитшин/Йичин в Бохемия. Фридрих Шилер пише за неговия регимент.
От 1627 до 1640 г. той създава гегенреформаторския францискански манастир в Цистерсдорф в Долна Австрия. През 1639 г. става рицар на Ордена на Златното руно.

## Памет
- През 1899 г. във Виена – Леополдщат (2. бецирк) наричат Тойфенбахщрасе на него.